# Ivar Afzelius

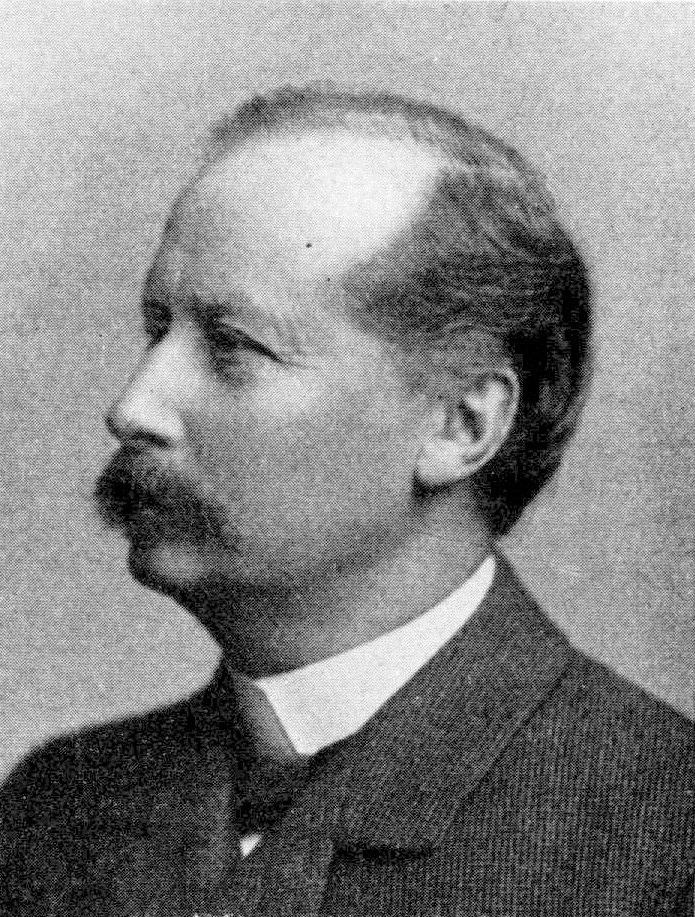
Ivar Afzelius

Johan Fredrik Ivar Afzelius (Uppsala, 1848 - ?, 30 oktober 1921) was een Zweeds jurist en politicus.
Afzelius studeerde rechten aan de universiteiten van Uppsala, Leipzig en Göttingen, en werd in 1879 aangesteld om te doceren in Uppsala. Van 1891 tot 1902 was hij rechter in het Zweedse Hooggerechtshof. Hij was parlemantariër in de Eerste Kamer van de Zweedse Rijksdag van 1898 tot 1903 en van 1905 tot 1915, waarbij hij ook voorzitter van de rijksdag was van 1912 tot 1915. Vanaf 1905 was hij lid van het Permanent Hof van Arbitrage in Den Haag In 1907 werd hij (tot zijn dood in 1921) lid van de Zweedse Academie, waar hij Claes Herman Rundgren opvolgde op zetel 4. Van 1910 tot 1918 was hij voorzitter van het hoftribunaal (Svea). Voorts was hij langs moederszijde een kleinzoon van Johan Gabriel Richert.